# Dorotheanthus
Dorotheanthus là chi thực vật có hoa trong họ Aizoaceae.